# Cromato de sódio
Cromato de sódio ou cromato (IV) de sódio é o composto químico de fórmula Na2CrO4. Apresenta-se normalmente na forma tetrahidratada. É um sólido cristalino amarelo inodoro. Possui massa molar de 161,97 g/mol. Densidade de 2,72 g·cm–3. Ponto de fusão de 792 °C. Esta substância é um forte oxidante. Decompõe-se antes de alcançar o ponto de ebulição. Solubilidade em água de 24,2 g (a 20 °C), 45,8 g (a 25 °C), 56,1 g (a 100 °C), produzindo uma solução fracamente básica. Pouco solúvel em etanol e metanol.
É higroscópico e pode formar tetra-, hexa- e decahidratos. O cromato de sódio, como outros compostos de cromo hexavalente, pode ser carcinogênico.

## Aplicações
É usado como um inibidor de corrosão na indústria do petróleo, como um auxiliar de tingimento na indústria têxtil, como um conservante para madeira, e como um diagnóstico farmacêutico em determinação do volume de células vermelhas do sangue volume.

## Produção
Pode ser obtido por fusão da cromita com NaOH em presença de ar, com o que o Cr se oxida a cromato de sódio:

2 FeCr2O4 + 8 NaOH + 3/2 O2 → 4 Na2CrO4 + Fe2O3 + 4 H2O

Também pode ser obtido por fusão com carbonato de sódio :

2 FeCr2O4 + 8 Na2CO3 + 7 O2 → 8 Na2CrO4 + 2 Fe2O3 + 8 CO2
Pode ser obtido da reação do dicromato de sódio com o hidróxido de sódio.